# 查德·西索瓦斯基
塔德烏什·「查德」·西索瓦斯基（法語：Tadeusz "Thadée" Cisowski；1927年2月16日—2005年2月24日），波蘭裔法國前男子足球運動員，司職中鋒，曾入選法國國家隊。1950年代，他與朱斯特·方丹、雷蒙·科帕、羅傑·皮安東尼、尚·文森等名將同時代；儘管多次重傷錯失1954與1958兩屆世界盃，他仍以職業生涯320球、法甲史上22次帽子戲法紀錄，以及1956年代表法國隊單場攻入五球（對比利時）而為人銘記。

## 生平

### 出身
他為礦工阿達爾貝爾特·齊索夫斯基與其妻安東尼娜·多布科之子；一家於1933年依1919年9月3日法波勞工協定移居法國北部礦區。
自14歲起，他在皮耶納（Piennes）礦井工作，同時於 ES Piennes 踢球，與日後同為國腳的羅傑·皮安托尼為隊友，受教於教練 Jan Blaschek。

## 球員生涯

### 梅斯（1947–1952）
他轉投梅斯展現射手本能，四季合計攻入45球。

### 巴黎競賽會（1952–1960）
他加盟了法國足球競賽會，並在戰後成為最全面的前鋒之一。他在1956年、1957年、1959年成為法甲最佳射手，並在1960年排名第二，僅次於朱斯特·方丹。雖然他受益於競賽會極具進攻性的比賽風格，但他的得分能力和強大的射門力量同樣令人讚嘆。為了阻止他，對方防守球員使用各種手段，尤其是猛烈的鏟球。由於多次受傷，包括兩次腿部骨折，這些傷病削減了他職業生涯的很大一部分。然而他仍以206個進球的紀錄成為法甲歷史上第五高的射手，僅次於德利奧·奧尼斯（Delio Onnis，299球）、伯納德·拉孔布（Bernard Lacombe，255球）、埃爾韋·雷維利（Hervé Revelli，216球）和羅傑·庫爾圖瓦（Roger Courtois，210球）。

### 瓦朗謝訥（1960–1961）
1960年轉投瓦朗謝訥，一季後離隊。

### 南特（1961–1962）
1961–62賽季效力南特後結束職業球員生涯。

### 職業末期
1965年，他在 SO Cholet 擔任球員兼教練（地區級別 DH）。1973年5月8日於王子公園球場舉行榮休賽，對陣雙方為巴黎競賽會與蘭斯舊將，他與科帕、方丹、皮安托尼等再度聚首。

## 國家隊生涯（1951–1958）
在1951年首次代表國家隊出戰對奧地利的比賽中，他在比賽第九分鐘便遭遇了脛骨和腓骨的雙重骨折。直到1952年10月對陣德國隊的比賽，他才再次為法國隊出場，並在該場比賽中打入了他在國家隊的首顆進球，幫助球隊以3比1獲勝。之後西索瓦斯基被排除在外，原因是主教練保羅·尼古拉斯受其教練皮埃爾·皮巴羅的影響，皮巴羅崇尚匈牙利足球風格，決定將雷蒙·科帕安排為類似匈牙利球員希代格库蒂·南多尔的回撤型假中鋒。
在1954年，西索瓦斯基效力於乙組聯賽，並在34場比賽中攻入34球，但並未被列入參加1954年世界盃的22人名單中。選拔者更傾向召回安德烈·斯特拉普（André Strappe），並信任蘭斯隊的雷蒙·科帕與萊昂·格洛瓦基（Léon Glovacki）的組合。最終，法國隊在小組賽階段遭到淘汰。
1956年11月11日，他在世界杯資格賽對比利時攻入五球。

## 比賽風格
西索瓦斯基是一名難以盯防的球員，因為他經常回撤到較遠的位置，持球突破，或者在進攻未涉及到他時，站位於六碼區附近，接應傳中球或撿拾守門員脫手的球。他是一位不畏碰撞的球員，這使得他曾遭遇三次腿部骨折，其中左腿兩次，右腿一次。

## 個人殊榮與紀錄
- 法國足球甲級聯賽最佳射手：1956年（31球）、1957年（33球）及1959年（30球），效力於巴黎競技俱樂部
- 法國足球乙級聯賽最佳射手：1951年（23球），效力於梅斯足球俱樂部
- 巴黎競技俱樂部歷史最佳射手（152球）
- 法國足球歷史上第七高的全賽事總進球數紀錄保持者（320球）
- 法國國家隊歷史上第二位完成五球壯舉的球員（僅次於1913年尤金·馬埃的紀錄）
- 法國足球甲級聯賽歷史上最多帽子戲法紀錄保持者（22次）
- 《So Foot》雜誌於2022年評選為法國足球甲級聯賽歷史第22名最佳球員

## 國際賽
| 國家隊 | 年份 | 出場次數 | 進球數 |
| ------ | ---- | -------- | ------ |
| 法國   | 1951 | 1        | 0      |
| 法國   | 1952 | 3        | 1      |
| 法國   | 1953 | —        | —      |
| 法國   | 1954 | 1        | 0      |
| 法國   | 1955 | —        | —      |
| 法國   | 1956 | 4        | 8      |
| 法國   | 1957 | 1        | 0      |
| 法國   | 1958 | 2        | 0      |
| 法國   | 1959 | 1        | 2      |
| 總計   | 總計 | 13       | 11     |

## 外部連結
- 上的查德·西索瓦斯基（法語）
- 法国足球协会上的 查德·西索瓦斯基 （法文） 存档于webarchive.org.